# Mycetophila scalprata
Mycetophila scalprata är en tvåvingeart som beskrevs av Zaitzev 1998. Mycetophila scalprata ingår i släktet Mycetophila och familjen svampmyggor. Inga underarter finns listade i Catalogue of Life.